# Girardot (Colombia)
Girardot è un comune della Colombia facente parte del dipartimento di Cundinamarca.
Il centro abitato venne fondato da Ramon Bueno e José Triana nel 1852, mentre l'istituzione del comune è del 1912.